# کوآم امپادو
کوآم امپادو (انگلیسی: Kwame Ampadu؛ زادهٔ ۲۰ دسامبر ۱۹۷۰) بازیکن فوتبال اهل ایرلند است.
از باشگاه‌هایی که در آن بازی کرده‌است می‌توان به باشگاه فوتبال آرسنال، باشگاه فوتبال نیوپورت کانتی، باشگاه فوتبال سوانزی سیتی، باشگاه فوتبال وست برومویچ آلبیون، باشگاه فوتبال لیتون اورینت، باشگاه فوتبال پلیموث آرگیل، باشگاه فوتبال اکستر سیتی، و باشگاه فوتبال تیورتون تاون اشاره کرد.
وی همچنین در تیم ملی فوتبال Republic of Ireland U21 بازی کرده‌است.